# الخاندرو د لس سانتوس
الخاندرو د لس سانتوس (انگلیسی: Alejandro de los Santos; ۱۷ مهٔ ۱۹۰۲ – ۱۶ فوریهٔ ۱۹۸۲) بازیکن فوتبال اهل آرژانتین بود.
از باشگاه‌هایی که در آن بازی کرده‌است می‌توان به باشگاه فوتبال ال پورونیر، باشگاه ورزشی سن لورنسو آلماگرو، و باشگاه فوتبال اتلتیکو هوراکان اشاره کرد.
وی همچنین در تیم ملی فوتبال آرژانتین بازی کرده‌است.